# Адигейська література
Адигейська література — комплекс літературних творів, створених адигейською мовою.

## Історія
Адигейська література почала формуватися в 1-й половині XIX століття російською мовою. Найбільш відомими діячами того періоду вважаються: Хан-Гірей, С. Інат, Д. Кодзоков, Ю. Казі-Бек (Ахметуко), С. Казі-Гірей і ряд інших.
Але вже з середини XIX століття починає з'являтися література освітнього характеру адигейською мовою.
Найбільший внесок внесли:
- Шора Бекмурзович Ногмов (1794—1844) — адизький (кабардинський) громадський діяч, перший адизький історик, філолог, поет.
- Берсей Умар Хапхалович (1807—1870) — адизький (абдзахський) просвітитель адизького народу, лінгвіст, учений, письменник, поет — байкар, зробив значний внесок у становлення адизької літератури і писемності, склав і видав 14 березня 1855 року перший «Буквар черкеської мови» (на арабській графіці) (День народження сучасної адизької писемності);
- Султан Хан-Гірей (1808—1842) — представник однієї з молодших гілок кримської ханської династії Гіреїв, що були частиною адизької аристократії, чингизид, етнограф, фольклорист, мистецтвознавець, творець абетки адизької мови, автор проектів по «цивільному пристрою» свого народу, своїми творами вніс значний вклад в адизьку культуру і літературу, вважається одним з основоположників адизької етнографії та історичної науки.

Професійна література адигейською мовою активно почала розвиватися після створення адигейської писемності в 1918 році. Великий внесок внесли прозаїки — Т. М. Керашев, І. Цей, А. Д. Хатков; поети — М. Паранук, Ц. А. Теучеж; драматурги — А. К. Евтих, А. М. Чуяко, Ю. І. Тлюстен; дитячі письменники (проза і вірші) — Ш. Кубів, Р. Меркицький, А. М. Гадагатль, І. Ш. Машбаш.
Трохи пізніше, в середині 20 століття активно формується національна проза російською мовою (Евтих, Меркицький), а також професійна літературна критика і літературознавство. А. Схаляхо, К. Г. Шаззо, У. М. Панеш, Т. Н. Чамоков, Р. Г. Мамій, Х. Г. Тлепцерше та ін.